# 藤塚町 (横浜市)
藤塚町（ふじつかちょう）は横浜市保土ケ谷区の町名。丁番を持たない単独町名である。住居表示実施済み区域。

## 地理
保土ケ谷区西部に位置し、面積は0.277km2。横浜新道と保土ヶ谷バイパスが交わる新保土ヶ谷インターチェンジがあり、横浜新道上の藤塚町バスストップからは星川ランプと東戸塚駅とを結ぶ路線バスが運行されている。
かつて横浜新道新保土ヶ谷インターチェンジ付近にソニー中央研究所があり、横浜新道からの専用出入口やソニー橋も存在したが2004年に閉鎖された。

## 歴史

### 町名の由来
町名は、江戸時代に各地にあった富士塚から採られたという

### 沿革
古くは橘樹郡保土ケ谷町の一部で、1927年（昭和2年）4月1日に横浜市に編入され、同年10月1日に区制施行により保土ケ谷区に編入された。
- 1940年(昭和15年)11月1日、保土ケ谷町字北谷、字田向、字藤塚と神戸上町の各一部から新設された。
- 1998年(平成10年)10月19日、住居表示[7]が施行され、それに伴い横浜新道を挟んで『新桜ヶ丘』と『藤塚町』に分割された。横浜市立藤塚小学校が町内ではなく『新桜ヶ丘』に存在するのはこのためである。

## 世帯数と人口
2025年（令和7年）6月30日現在（横浜市発表）の世帯数と人口は以下の通りである。
| 町丁   | 世帯数  | 人口    |
| ------ | ------- | ------- |
| 藤塚町 | 743世帯 | 1,546人 |

### 人口の変遷
国勢調査による人口の推移。
| 年                 | 人口  |
| ------------------ | ----- |
| 1995年（平成7年）  | 3,698 |
| 2000年（平成12年） | 1,815 |
| 2005年（平成17年） | 1,825 |
| 2010年（平成22年） | 1,818 |
| 2015年（平成27年） | 1,694 |
| 2020年（令和2年）  | 1,612 |

### 世帯数の変遷
国勢調査による世帯数の推移。
| 年                 | 世帯数 |
| ------------------ | ------ |
| 1995年（平成7年）  | 1,168  |
| 2000年（平成12年） | 593    |
| 2005年（平成17年） | 619    |
| 2010年（平成22年） | 641    |
| 2015年（平成27年） | 646    |
| 2020年（令和2年）  | 677    |

## 学区
市立小・中学校に通う場合、学区は以下の通りとなる（2024年11月時点）。
| 番地 | 小学校                 | 中学校           |
| ---- | ---------------------- | ---------------- |
| 全域 | 横浜市立初音が丘小学校 | 横浜市立橘中学校 |

## 事業所
2021年（令和3年）現在の経済センサス調査による事業所数と従業員数は以下の通りである。
| 町丁   | 事業所数 | 従業員数 |
| ------ | -------- | -------- |
| 藤塚町 | 32事業所 | 201人    |

### 事業者数の変遷
経済センサスによる事業所数の推移。
| 年                 | 事業者数 |
| ------------------ | -------- |
| 2016年（平成28年） | 22       |
| 2021年（令和3年）  | 32       |

### 従業員数の変遷
経済センサスによる従業員数の推移。
| 年                 | 従業員数 |
| ------------------ | -------- |
| 2016年（平成28年） | 162      |
| 2021年（令和3年）  | 201      |

## 交通

### 道路
- 国道1号横浜新道
- 国道16号保土ヶ谷バイパス
- 国道16号横浜新道
  - 新保土ヶ谷インターチェンジ

## 施設
- 横浜市立初音が丘小学校

## その他

### 日本郵便
- 郵便番号 : 240-0031[3]（集配局：保土ヶ谷郵便局[17]）

### 警察
町内の警察の管轄区域は以下の通りである。
| 番・番地等 | 警察署         | 交番・駐在所 |
| ---------- | -------------- | ------------ |
| 全域       | 保土ケ谷警察署 | 花見台交番   |

## 参考資料
- 『県別マップル 神奈川県広域・詳細道路地図』2006年4刷 昭文社 ISBN 9784398626998
- “横浜市町区域要覧” (PDF).   横浜市市民局 (2016年6月). 2023年6月6日閲覧。